# Agaleptus guttatus
Agaleptus guttatus là một loài bọ cánh cứng trong họ Cerambycidae.